# Comuna Bălan, Sălaj
Bălan este o comună în județul Sălaj, Transilvania, România, formată din satele Bălan (reședința), Chechiș, Chendrea, Gălpâia și Gâlgău Almașului.

## Demografie
Componența etnică a comunei Bălan
     Români (91,26%)
     Romi (2,51%)
     Alte etnii (6,23%)
Componența confesională a comunei Bălan
     Ortodocși (68,96%)
     Penticostali (22,6%)
     Alte religii (1,61%)
     Necunoscută (6,83%)
Conform recensământului efectuat în 2021, populația comunei Bălan se ridică la 3.660 de locuitori, în scădere față de recensământul anterior din 2011, când fuseseră înregistrați 3.722 de locuitori. Majoritatea locuitorilor sunt români (91,26%), cu o minoritate de romi (2,51%). Din punct de vedere confesional, majoritatea locuitorilor sunt ortodocși (68,96%), cu o minoritate de penticostali (22,6%), iar pentru 6,83% nu se cunoaște apartenența confesională.

## Politică și administrație
Comuna Bălan este administrată de un primar și un consiliu local compus din 13 consilieri. Primarul, Daniel Pop[*], de la Partidul Național Liberal, este în funcție din octombrie 2020. Începând cu alegerile locale din 2024, consiliul local are următoarea componență pe partide politice:
|  | Partid                              | Consilieri | Componența Consiliului | Componența Consiliului | Componența Consiliului | Componența Consiliului | Componența Consiliului | Componența Consiliului |
|  | ----------------------------------- | ---------- | ---------------------- | ---------------------- | ---------------------- | ---------------------- | ---------------------- | ---------------------- |
|  | Partidul Național Liberal           | 6          |                        |                        |                        |                        |                        |                        |
|  | Partidul Social Democrat            | 4          |                        |                        |                        |                        |                        |                        |
|  | Uniunea Salvați România             | 1          |                        |                        |                        |                        |                        |                        |
|  | Alianța pentru Unirea Românilor     | 1          |                        |                        |                        |                        |                        |                        |
|  | Partidul Național Conservator Român | 1          |                        |                        |                        |                        |                        |                        |

## Atracții turistice
- Biserica de lemn "Sfinții Arhangheli Mihail și Gavriil" din Bălan (Bălan Josani), construcție 1695, monument istoric.[7]
- Biserica de lemn "Adormirea Maicii Domnului"din Bălan (Bălan Cricova), construcție 1848, monument istoric[8]
- Biserica de lemn "Adormirea Maicii Domnului" a Mănăstirii Bălan, construcție secolul al XIX-lea, monument istoric
- Așezarea neolitică de la Chendea
- Rezervația naturală "Grădina Zmeilor", cu o suprafață de 3 ha, situată la o altitudine medie de 290 m.[9][10]

## Legături externe

Imagine de arhivă a bisericii de lemn din satul Gălpâia, astăzi la Conacul Octavian Goga din Ciucea